# Nakadžima Sakae

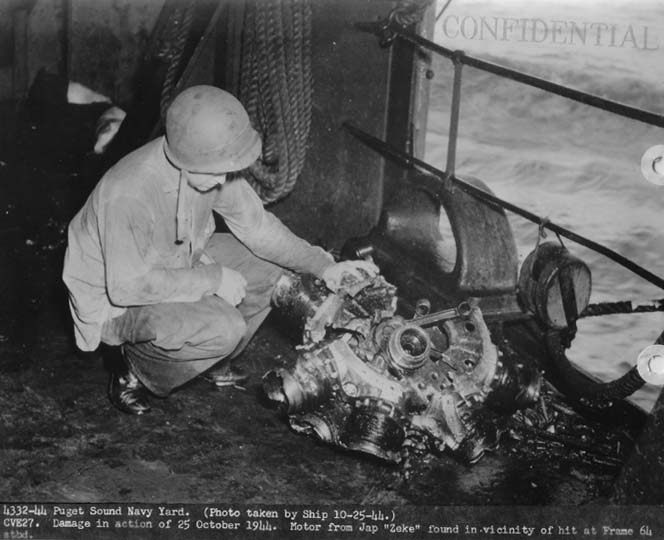
USS Suwannee po útoku kamikaze z 25. října 1944. Části hvězdicového motoru Sakae 21 ze sebevražedného A6M5 Zero byly nalezeny poblíž místa dopadu letounu. Hlavy válců byly zničeny, ovšem kliková hřídel a ojnice jsou dobře viditelné

Nakadžima Sakae (japonsky: 栄, Prosperita) byl japonský letecký motor vyráběný během druhé světové války firmou Nakadžima. Byl to dvouhvězdicový, 14válcový, vzduchem chlazený hvězdicový motor. Sakae bylo označení používané japonským císařským námořnictvem. Japonská císařská armáda nazývala první sérii Ha-25 (ハ25) a pozdější verze Ha-105 a Ha-115. Námořnictvo verze odlišovalo jako Sakae 10, 20 a 30.
Celkem bylo vyrobeno 21 166 kusů firmou Nakadžima a 9 067 kusů jinými firmami.

## Varianty
- NK1C Sakae 12 : 940 k (701 kW)
- NK1F Sakae 21 : 1 130 k (843 kW)
- NK1F Sakae 31 : 1 130 k (843 kW)

## Užití
- Kawasaki Ki-45 (prototyp)
- Kawasaki Ki-48
- Kawasaki Ki-56
- Micubiši A6M
- Mitcubiši C5M2
- Nakadžima B5N2
- Nakadžima J1N
- Nakadžima Ki-43
- Nakadžima Ki-115
- Tačikawa Ki-77

## Specifikace (Sakae)

### Technické údaje
- Typ: 14válcový, vzduchem chlazený, dvouhvězdicový motor
- Vrtání: 130 mm
- Zdvih: 150 mm
- Objem válců: 27,9 l
- Délka: 1 425 mm
- Průměr: 1 115 mm

### Součásti
- Chladicí soustava: chlazení vzduchem

### Výkony
- Výkon: 843 kW (1 130 k) ve výšce
- Měrný výkon: 30,2 kW/l